# Потрійний кордон
25°35′33″ пд. ш. 54°35′35″ зх. д. / 25.5925° пд. ш. 54.593055555556° зх. д.
Потрійний кордон (ісп. La Triple Frontera, порт. Tríplice Fronteira) — тристороння прикордонна область між  Парагваєм,  Аргентиною і  Бразилією, де з'єднуються річки Ігуасу і Парана. Поблизу точки злиття річок розташовані міста Сьюдад-дель-Есте (Парагвай), Пуерто-Ігуасу (Аргентина) і Фос-ду-Ігуасу (Бразилія). Дана область знаходиться поблизу водоспадів Ігуасу і гідроелектростанції Ітайпу. Не варто плутати цю область з іншим прикордонним стиком, Трес-Фронтерас.

## Населення
Населення Потрійного кордону зосереджено в трьох прикордонних містах. Найбільшим серед них є Сьюдад-дель-Есте, який населяють 390 тисяч чоловік (2010), а найменшим — Пуерто-Ігуасу з населенням в 82 тисячі. Фос-де-Ігуасу, один з бразильських туристичних центрів, населяють 300 тисяч чоловік. Арабські і азійські діаспори, які становлять значну частину міського населення даної області, за приблизними оцінками складають 50 тисяч чоловік. Найчисленніша громада — ліванська: громадянська війна призвела до масової міграції її жителів, багато з яких знайшли собі притулок в парагвайському місті Сьюдад-дель-Есте.

## Туризм
Потрійний кордон є важливим туристичним об'єктом, розташованим поблизу іншої туристичної пам'ятки — Області Великих Вод. Також можна побачити міст Танкредо Небеса, який з'єднує аргентинський Пуерто-Ігуасу з його бразильським сусідом, Фос-де-Ігуасу. У точці перетину кордонів кожна з трьох країн встановила обеліск, пофарбований у кольори відповідного національного прапора. З місця розташування обеліска можна побачити всі країни.
Водоносний горизонт Гуарані ймовірно є найбільшим у світі резервуаром прісної, придатної для пиття води, і знаходиться він прямо під землею, на якій розташовується Потрійний кордон. Найбільша частина (71 %) з 1,2 млн квадратних кілометрів даної області розташовується на території Бразилії.

## Терористичні атаки
Уряд США заявляє про «неспростовні докази» присутності радикальних ісламських груп на території Потрійного кордону, які «фінансують терористичні атаки». Вважають, що такі угруповання як єгипетська Аль-Гамаа аль-ісламійя,  Ісламський джихад, Хезболла і Аль-Каїда отримують певні прибутки від здійснення терористичної діяльності в даному регіоні.
Особливості географічного розташування регіону, неприборкана корупція і слабка судова система не дають можливості об'єктивно оцінити рівень  організованої злочинності і пов'язаної з нею незаконної діяльності. Більш того, парагвайська сторона є найбільш зручною для здійснення терористичної діяльності через відсутність у даній країні антитерористичних законів. Таким чином, фінансова підтримка терористичних організацій не переслідується по закону і діяльність таких нічим не контролюється. Згідно із заявою представників США і фахівців з правозастосування, знайомих з ситуацією в регіоні, "підтримуване Іраном незаконне збройне формування "Хезболла"забезпечує хорошу фінансову підтримку радикальним ісламістам, що базуються у даному регіоні".
Спеціаліст з протидії тероризму з дослідницької групи Пентагон а з питань національної безпеки описав потрійну кордон як «найважливішу базу Хезболли за межами Лівану, будинок для спільноти небезпечних фанатиків, готових вкладати свої гроші в розвиток Хезболли». Серед 25 тисяч ліванських арабів, що проживають в регіоні, не всі підтримують тероризм, але значна частина відкрито зізнається в наданні фінансової підтримки Хезболлі і місцеві шиїтські мечеті «зобов'язані теж їх фінансувати».
Влада Парагваю повідомляє про наявність доказів фінансування пов'язаних з тероризмом організацій, що виявляються в обсязі фінансових потоків, спрямованих з Парагваю на Близький Схід, каже Карлос Атембергер, глава Департаменту досліджень і протидії тероризму в Парагваї. На підтвердження Парагвай повідомив про прибуття 400 солдатів США «для спільних військових навчань, здійснення програм по протидії місцевому тероризму, здійснення громадської безпеки та гуманітарної підтримки», говориться у Washington Post. Проте, в жовтні 2006 року Парагвай ухвалив рішення не продовжувати термін дії даної угоди.
У 2005 році влада всіх трьох країн повідомили, що створять розвідувальний центр у Фос-ду-Ігуасу спеціально для контролю над ситуацією.
Туристи, які відвідують дане місто, ставлять під сумнів повідомлення про терористичну активність в регіоні.